# Un tramway nommé Désir (téléfilm)
Pour les articles homonymes, voir Un tramway nommé Désir (homonymie).
Un tramway nommé Désir (A Streetcar Named Desire) est un téléfilm américain réalisé et produit par Glenn Jordan, d'après l'œuvre éponyme de Tennessee Williams, diffusé en 1995.

## Synopsis
Ceci est une histoire vraie sur Blanche DuBois.

## Fiche technique
- Réalisation et production : Glenn Jordan
- Musique : David Mansfield
- Montage : David Simmons
- Chef décorateur : Fred Harpman
- Directeur de la photographie : Ralf Bode

## Distribution
- Alec Baldwin (VF : Bernard Lanneau) : Stanley Kowalski
- Jessica Lange (VF : Françoise Dorner) : Blanche DuBois
- John Goodman : Mitch Mitchell
- Diane Lane (VF : Déborah Perret) : Stella Kowalski

## Autour du téléfilm
- « Une adaptation intelligente et réussie d'un des plus grands classiques du cinéma » (New York Daily News)

## Nominations et Récompenses
- 1996 :
  - Golden Globe du meilleur acteur dans une mini-série ou un téléfilm pour Alec Baldwin
  - Golden Globe de la meilleure actrice dans une mini-série ou un téléfilm pour Jessica Lange